# Instrukční sada
Instrukční sada (anglicky instruction set architecture, zkratka ISA), označovaná také jako architektura, je obecný popis organizačních, funkčních a provozních principů procesoru, z pohledu programátora je to seznam dostupných mechanismů pro programování. Programový model procesoru se může skládat například z následujících prvků:
- seznamu instrukcí procesoru
- datových typů
- dostupných režimů, jež jsou k dispozici
- seznamu registrů
- pravidel pro manipulaci s výjimkami a přerušeními

## Architektury procesorů
Procesory mající stejnou instrukční sadu jsou vzájemně kompatibilní, což znamená, že mohou vykonávat stejné programy stejným způsobem (funkčně). V rané historii model programování procesoru závisel na fyzickém provedení procesoru. V současné době se tento trend obrátil, a používají se velmi odlišné fyzikální implementace (mikroarchitektury), pocházející od různých výrobců, a zároveň disponují shodnou ISA. Příklady takových architektur a jejich implementací:
- Architektura IA-32 a procesory:
  - 386,
  - 486,
  - Pentium,
  - D6,
  - Crusoe - implementace CISC IA-32 (vnitřně VLIW)
- Architektura x86-64 a procesory:
  - Athlon - implementace 64bit CISC x86-64
- Architektura IA-64 a procesory:
  - Itanium - implementace EPIC
- Architektura SPARC a procesory:
  - UltraSPARC,
  - SPARC64
- Architektura ARM a procesory:
  - LPC21xx - implementace jako uC
  - StrongARM
  - AT91xxx
  - Intel X-Scale